# Сен-Сован (Приморская Шаранта)
Сен-Сова́н (фр. Saint-Sauvant) — коммуна во Франции, находится в регионе Пуату — Шаранта. Департамент коммуны — Шаранта Приморская. Входит в состав кантона Бюри. Округ коммуны — Сент.
Код INSEE коммуны — 17395.

## Население
Население коммуны на 2010 год составляло 512 человек.
| 1962 | 1968 | 1975 | 1982 | 1990 | 1999 | 2010 |
| ---- | ---- | ---- | ---- | ---- | ---- | ---- |
| 464  | 481  | 462  | 504  | 501  | 512  | 512  |